# داليان الروسية
دليان الروسية هو مصطلح يُستخدم للإشارة إلى فترة السيطرة الروسية على مدينة دليان الساحلية في جنوب مقاطعة لياونينغ، الصين، وذلك بين عامي 1898 و1905، حيث كانت تُعرف المدينة حينها باسم دالني (Dalniy) وكانت جزءًا من منطقة ليوتونغ المؤجرة (Liaodong Leasehold) تحت سلطة الإمبراطورية الروسية.

## الخلفية
في أعقاب الحرب الصينية اليابانية الأولى (1894–1895)، حصلت اليابان على شبه جزيرة لياو دونغ من الصين بموجب معاهدة شيمونوسيكي. لكن روسيا، إلى جانب فرنسا وألمانيا، أجبرت اليابان على التخلي عن المنطقة في ما يُعرف بـالتدخل الثلاثي.
في عام 1898، وقّعت روسيا معاهدة مع سلالة تشينغ الحاكمة في الصين لتأجير شبه الجزيرة لمدة 25 عامًا، واستخدمت منطقة لويشونكو (بورت آرثر) قاعدة بحرية، بينما أنشأت مدينة جديدة باسم دالني (دليان الحالية) كميناء تجاري ومدني.

## التطوير الروسي
طوّر الروس المدينة بشكل سريع، حيث أنشؤوا ميناءً حديثًا وسككًا حديدية (بما في ذلك خط السكك الحديدية الشرقية الصينية)، ومباني إدارية، ومناطق سكنية بأسلوب عمراني روسي. أصبحت المدينة مركزًا تجاريًا استراتيجيًا وميناءً مهمًا في منطقة شرق آسيا.

## نهاية الحكم الروسي
اندلعت الحرب الروسية اليابانية عام 1904، والتي انتهت بهزيمة روسيا. وفي عام 1905، وبموجب معاهدة بورتسموث، حصلت اليابان على حقوق التأجير من الصين، بما في ذلك مدينة دالني، لتبدأ بذلك فترة دليان اليابانية.

## الإرث
لا تزال بعض المعالم المعمارية الروسية قائمة في دليان حتى اليوم، مثل المباني الحكومية القديمة والسكك الحديدية، وهي تُعد جزءًا من التراث التاريخي للمدينة.